# 超嗜熱生物

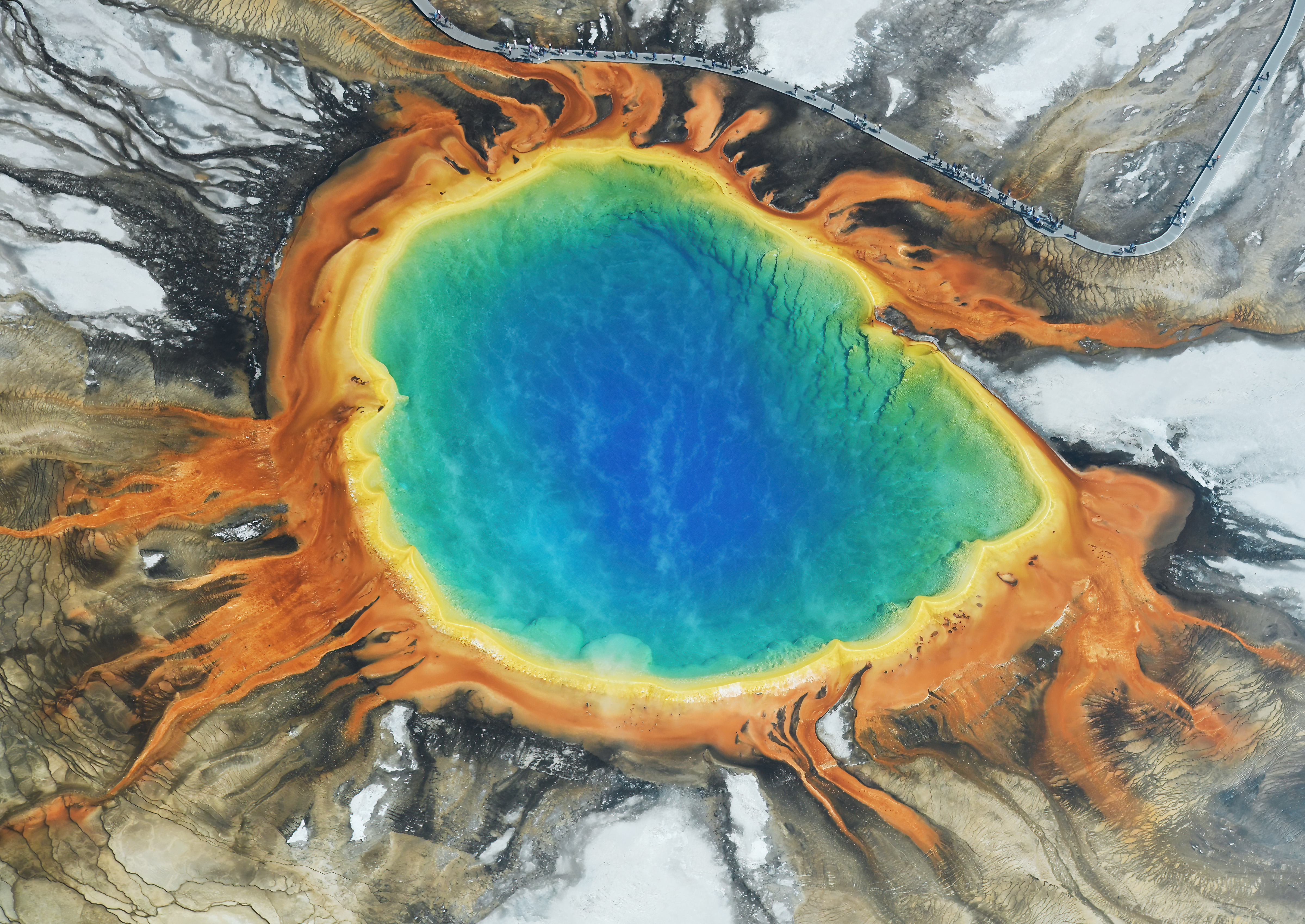
黃石公園的大棱镜温泉，其中的淺顔色由超嗜熱菌所形成。

超嗜熱生物指能在極熱的環境（60°C以上）中生活的生物。其生长最適溫度通常在80~110°C，而2003年發現的一株古菌“菌株121”甚至能在和滅菌鍋相同的溫度，即121°C下，24個小時内，細胞數目加倍。多數超嗜熱生物屬於古菌，但也有一些細菌（包括一些藍藻）可以忍耐70到80°C的高溫。很多超嗜熱生物也可以抵抗其它極端環境，如高酸度或輻射強度。
超嗜熱生物最初於1960年代在美國懷俄明州黃石公園的熱泉中发现。此後，又發現了50種以上。一些超嗜熱生物需要至少90°C的高温才能夠存活。
儘管目前還沒有發現能在122°C或以上正常生活的生物，但它們的存在還是很有可能的（菌株121在130°C下兩個小時仍存活，但在換入103°C的新鮮培養基前不能繁殖）。然而，大概不存在150°C或更高溫度下存活的生物，因爲DNA和其它對生命活動很重要的分子在此溫度下會分解。
超嗜熱生物的蛋白質需要具有很強的熱穩定性，這依賴於它們在高溫中結構的穩定性，從而使功能保持穩定。這些蛋白和在較低溫度下生活的生物的相應蛋白同源，但其最強的功能卻在于能在高得多的溫度下發揮。超嗜熱生物的蛋白常有以下特點：内部氨基酸殘基形成更多的鹽鍵，有緊密折疊的疏水核心等。此外，一些超嗜熱生物製造很多胞内溶質，如磷酸二肌醇酯（di-inositol phosphate）、磷酸二甘油酯（diglycerol phosphate）、甘露糖基甘油酸（mannosylglycerate）等，幫助蛋白質抵抗熱降解。多數低溫下的同源蛋白在60°C就會變性，所以這些熱穩的蛋白具有很高的潜在商業價值，比如，用於高溫下的催化反應。
其它超嗜熱生物：
- 火葉菌屬的延胡索酸火葉菌（Pyrolobus fumarii），一種生活在113°C大西洋熱液噴口的古菌。